# El Lloar
El Lloar (katalanisch Lloá) ist eine Gemeinde im Süden Kataloniens mit 101 Einwohnern (Stand: 2024) und liegt in der Provinz Tarragona und der Comarca Priorat. 

## Lage
El Lloar liegt etwa 40 Kilometer westnordwestlich von Tarragona in einer Höhe von ca. 220 m. 

## Bevölkerungsentwicklung
| Jahr      | 1970 | 1981 | 1991 | 2001 | 2011 | 2021 |
| Einwohner | 229  | 178  | 138  | 116  | 119  | 111  |

## Sehenswürdigkeiten
- Michaeliskirche